# Lohinszky Loránd

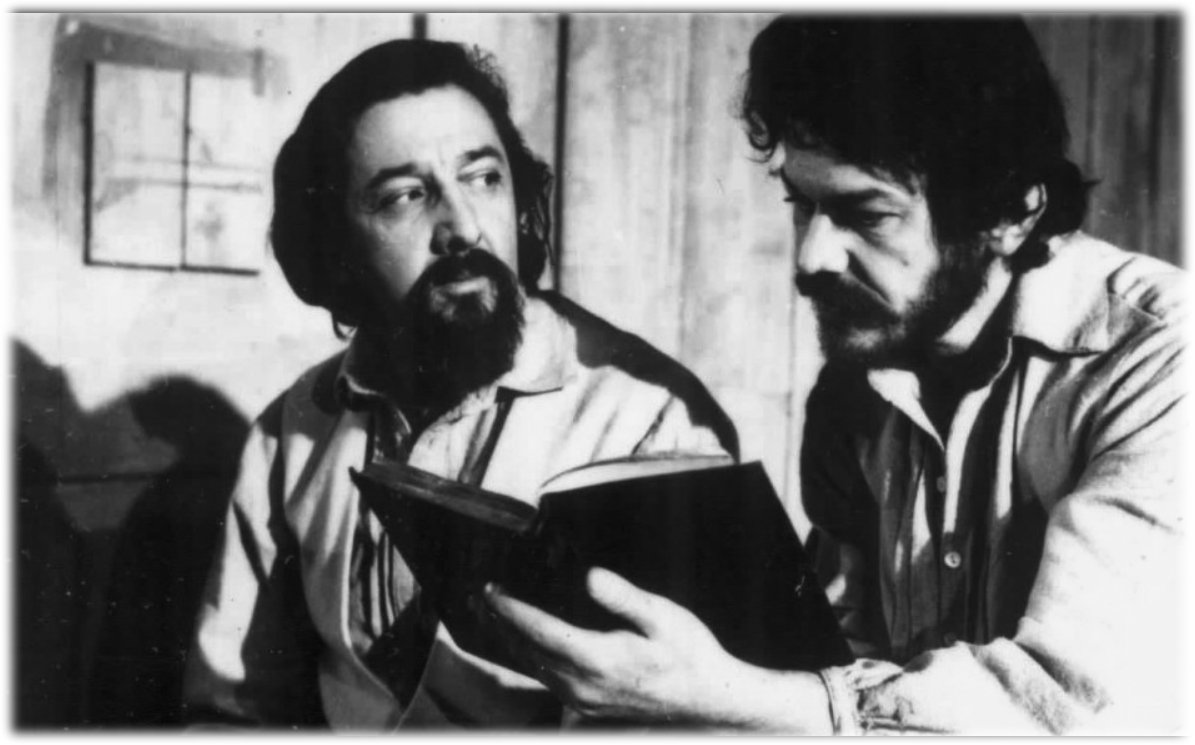
Héjja Sándorral (j) a Csillag a máglyán című Sütő András-darabban

Lohinszky Loránd Rudolf (Kolozsvár, 1924. július 25. – Marosvásárhely, 2013. június 22.) erdélyi magyar színész, egyetemi tanár.

## Élete és pályafutása
Szülei Lohinszky József és Illyés Margit voltak. 1946–1950 között a Szentgyörgyi István Színművészeti Intézet hallgatója volt Kolozsvárott. Ugyanebben az időszakban a Kolozsvári Állami Magyar Színház nézőtéri felügyelője, valamint segédszínésze volt. 1950–1962 között a marosvásárhelyi Székely Színház tagja volt. 1954-től haláláig a Szentgyörgyi István Színművészeti Intézet tanára volt. 1962-től 15 évig az Állami Színház színésze volt. 1977–1990 között a Marosvásárhelyi Nemzeti Színház Magyar Tagozatának tagja volt. 1990-ben vonult nyugdíjba. A Bubik István-díj kuratóriumának tagja volt.

## Magánélete
1957-ben házasságot kötött Farkas Ibolya színésznővel. Egy lányuk született, Lohinszky Júlia (1958).

## Színházi szerepei
- Szép Ernő: Lila ákác
- Ion Luca Caragiale: Az elveszett levél
- Romulus Guga: Egy öngyilkos világa ... Ignatiu
- Kovács Levente: Az emlékek kávéháza
- George Bernard Shaw: Warrenné mestersége ... Praed
- Mihail Bulgakov: A divatszalon titka
- Jean Racine: Phaedra ... Thészeusz
- Alekszej Arbuzov: Régimódi komédia
- Kovács Levente: Mi van a padláson
- Makszim Gorkij: Éjjeli menedékhely ... Luka
- Székely János: Irgalmas hazugság ... Dr. Bálint Ákos
- William Somerset Maugham: Színház ... Michael Gosselyn
- Kincses Elemér: Maraton ... Első koldus
- Sütő András: Az álomkommandó ... Manó
- Vaszary Gábor: Az ördög nem alszik ... Gróf Boroghy Gedeon
- William Shakespeare: Rómeó és Júlia ... Lőrinc
- Edward Albee: Nem félünk a farkastól ... George
- Friedrich Dürrenmatt: Az öreg hölgy látogatása ... Ill
- Bornemisza Péter: Magyar Elektra ... Mester
- Békés Pál: New Buda ... Pulszky Ferenc
- Csehov: Sirály ... Trepljov
- Heltai Jenő: A néma levente ... Beppo
- Csehov: Három nővér ... Kuligin
- Illyés Gyula: Fáklyaláng ... Görgey
- Carlo Goldoni: Különös történet ... Filiberto
- William Shakespeare: Lear király ... Lear király
- Katona József: Bánk bán ... Biberach
- Sütő András: Vidám sirató egy bolyongó porszemért ... Prédikás
- Nagy István: Özönvíz előtt ... Darkó
- Csehov: Platonov szerelmei ... Platonov
- Sütő András: Csillag a máglyán ... Kálvin; Szervét
- Németh László: A két Bolyai ... Bolyai Farkas
- Örkény István: Tóték ... Őrnagy
- Friedrich Schiller: Don Carlos ... II. Fülöp
- Krúdy Gyula – Kapás Dezső: A vörös postakocsi ... Alvinczy Eduárd
- Madách Imre: Az ember tragédiája ... Lucifer

## Filmszerepei
- Egy hétköznapi történet (1957)
- Nincs idő (1973)
- Holnap lesz fácán (1974) ... István
- Álmodó ifjúság (1974)
- A szegények kapitánya (1976)
- Apám néhány boldog éve (1977)
- Naplemente délben (1979)
- Kereszt és láng (1979)
- Ítélet után (1979)
- Naplemente délben (1980)
- Anna (1981)
- Vörös vurstli (1991)
- A három nővér (1991)
- Ábel a rengetegben (1993)
- Köd (1994)
- Csendélet (1994)
- New Buda (1995)
- Retúr (1996)
- A nagy fejedelem (1997)
- In memoriam Mándy Iván (1998)
- Színészfejedelem (1998)
- Pejkó (2003)

## Díjai, kitüntetései
- Románia érdemes művésze (1964)
- Uniter-díj (1994)
- A Magyar Művészetért Alapítvány díja (1995)
- A Magyar Köztársasági Érdemrend tisztikeresztje (1995)
- UNITER-életműdíj (2000)
- A határon túli magyar színházak kisvárdai fesztiváljának életműdíja (2003)
- Marosvásárhely díszpolgára (2003)[1]
- A bukaresti Nemzeti Színházi és Filmművészeti Egyetem díszdoktora (2005)
- Románia Csillaga, tiszti fokozat (2005)